# الكراكرز
الكراكرز (بالإنجليزية: crackers)‏ هي كلمة مأخوذة من الفعل crack بمعنى كسر أو تحطيم فالكراكرز هم أشخاص ذو نوايا سيئة [وفقًا لِمَن؟][معلومة أم رأي؟] يكونوا على دراية كافية ببرامج التشغيل ومعرفة عميقة بخباياها والثغرات الموجودة بها يقوموا بنسخ البرامج المحمية وتداولها أو توزيع البرامج المدفوعة بشكل مجاني أو بثمن أقل من ثمنها الأصلي، يستخدموا عدة برامج لإتمام هذه المهمة وقد تزايدت أعداد الكراكرز مؤخراً نظراً لارتفاع أسعار البرامج وأعمال الكراكرز هي أعمال غير قانونية.
ويختلف مصطلح كراكرز عن مصطلح هاكرز من حيث نوايا كل منهما، فدائماً ما يكون الهاكرز غايته الاطلاع على المعلومات السرية لغايات شخصية أو غيرها.